# Municipio de Liberty (condado de Pulaski)
El municipio de Liberty (en inglés: Liberty Township) es un municipio ubicado en el condado de Pulaski en el estado estadounidense de Misuri. En el año 2010 tenía una población de 5086 habitantes y una densidad poblacional de 18,58 personas por km².

## Geografía
El municipio de Liberty se encuentra ubicado en las coordenadas 37°49′5″N 92°21′8″O / 37.81806, -92.35222. Según la Oficina del Censo de los Estados Unidos, el municipio tiene una superficie total de 273.78 km², de la cual 271.09 km² corresponden a tierra firme y (0.98%) 2.69 km² es agua.

## Demografía
Según el censo de 2010, había 5086 personas residiendo en el municipio de Liberty. La densidad de población era de 18,58 hab./km². De los 5086 habitantes, el municipio de Liberty estaba compuesto por el 92.98% blancos, el 1.69% eran afroamericanos, el 0.47% eran amerindios, el 0.77% eran asiáticos, el 0.22% eran isleños del Pacífico, el 0.59% eran de otras razas y el 3.28% pertenecían a dos o más razas. Del total de la población el 3.07% eran hispanos o latinos de cualquier raza.